# Monterrubio de la Demanda (kommun i Spanien)
Monterrubio de la Demanda är en kommun i Spanien.   Den ligger i provinsen Provincia de Burgos och regionen Kastilien och Leon, i den norra delen av landet, 200 km norr om huvudstaden Madrid. Arean är 15,0 kvadratkilometer.
Terrängen i Monterrubio de la Demanda är kuperad åt nordost, men åt sydväst är den platt.